# Argente (kommunhuvudort)
Argente är en kommunhuvudort i Spanien.   Den ligger i provinsen Provincia de Teruel och regionen Aragonien, i den östra delen av landet, 220 km öster om huvudstaden Madrid. Argente ligger 1 249 meter över havet och antalet invånare är 254.
Terrängen runt Argente är platt åt nordost, men åt sydväst är den kuperad.  Trakten runt Argente är nära nog obefolkad, med mindre än två invånare per kvadratkilometer. Närmaste större samhälle är Santa Eulalia, 18,5 km sydväst om Argente. Trakten runt Argente består till största delen av jordbruksmark.